# Euodynerus koenigsmanni
Euodynerus koenigsmanni är en stekelart som beskrevs av Giordani Soika 1972. Euodynerus koenigsmanni ingår i släktet kamgetingar, och familjen Eumenidae. Inga underarter finns listade i Catalogue of Life.